# Orzechówka (województwo podkarpackie)
Orzechówka – wieś w Polsce położona w województwie podkarpackim, w powiecie brzozowskim, w gminie Jasienica Rosielna. Miejscowość jest siedzibą rzymskokatolickiej parafii Świętej Rodziny.
| SIMC    | Nazwa            | Rodzaj    |
| ------- | ---------------- | --------- |
| 0352526 | Brzezianka       | część wsi |
| 0352532 | Budy             | część wsi |
| 0352549 | Dół              | część wsi |
| 0352555 | Góra Druga       | część wsi |
| 0352561 | Góra Pierwsza    | część wsi |
| 0352578 | Górka            | część wsi |
| 0352584 | Jakowiec         | część wsi |
| 0352590 | Łąki             | część wsi |
| 0352609 | Pańskie Pola     | część wsi |
| 0352615 | Podlesie         | część wsi |
| 0352621 | Widlacz          | część wsi |
| 0352638 | Wola Orzechowska | część wsi |
| 0352644 | Zagórze          | część wsi |
| 0352650 | Zapolany         | część wsi |

W latach 1975–1998 miejscowość położona była w województwie krośnieńskim.
Orzechówka leży nad lewobrzeżnym dopływem Stobnicy, wśród zalesionych wzniesień, na obrzeżu Strzyżowskiego Parku Krajobrazowego, granicząca z rezerwatem przyrody Kretówki i rezerwatem przyrody Cisy w Malinówce.
Dziedzicami Orzechówki byli Kamienieccy np. Henryk Andreas Kamieniecki. W Orzechówce urodzili się Franciszek Buczek, Zbigniew Rychlicki, Adam Śnieżek, Michał Cwynar, a związani z nią byli Antoni Błaz, Jan Boroń. W połowie XIX wieku właścicielem posiadłości tabularnej Orzechówka i Orzechowska Wola był gen. Józef Załuski.

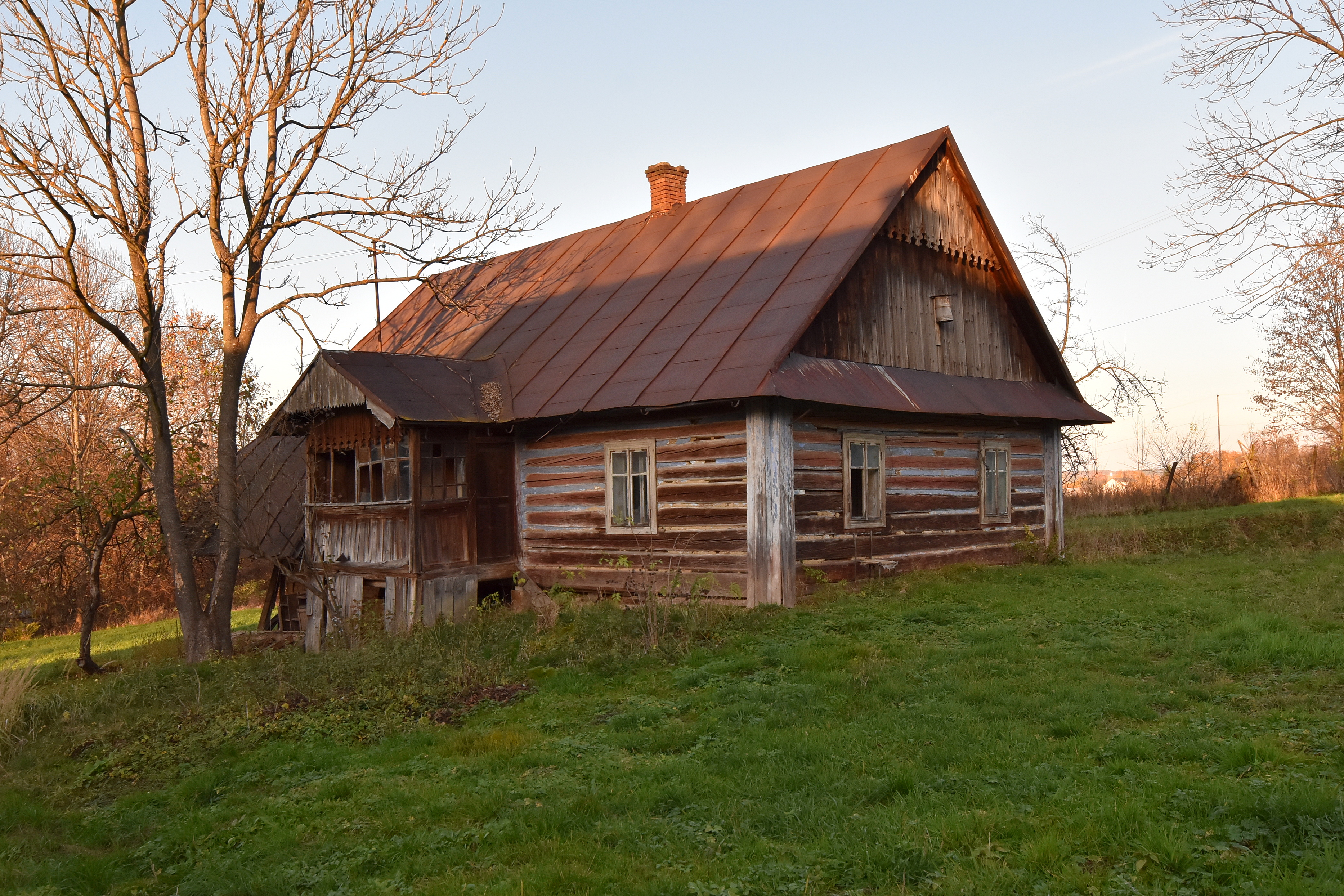
Dawna zabudowa
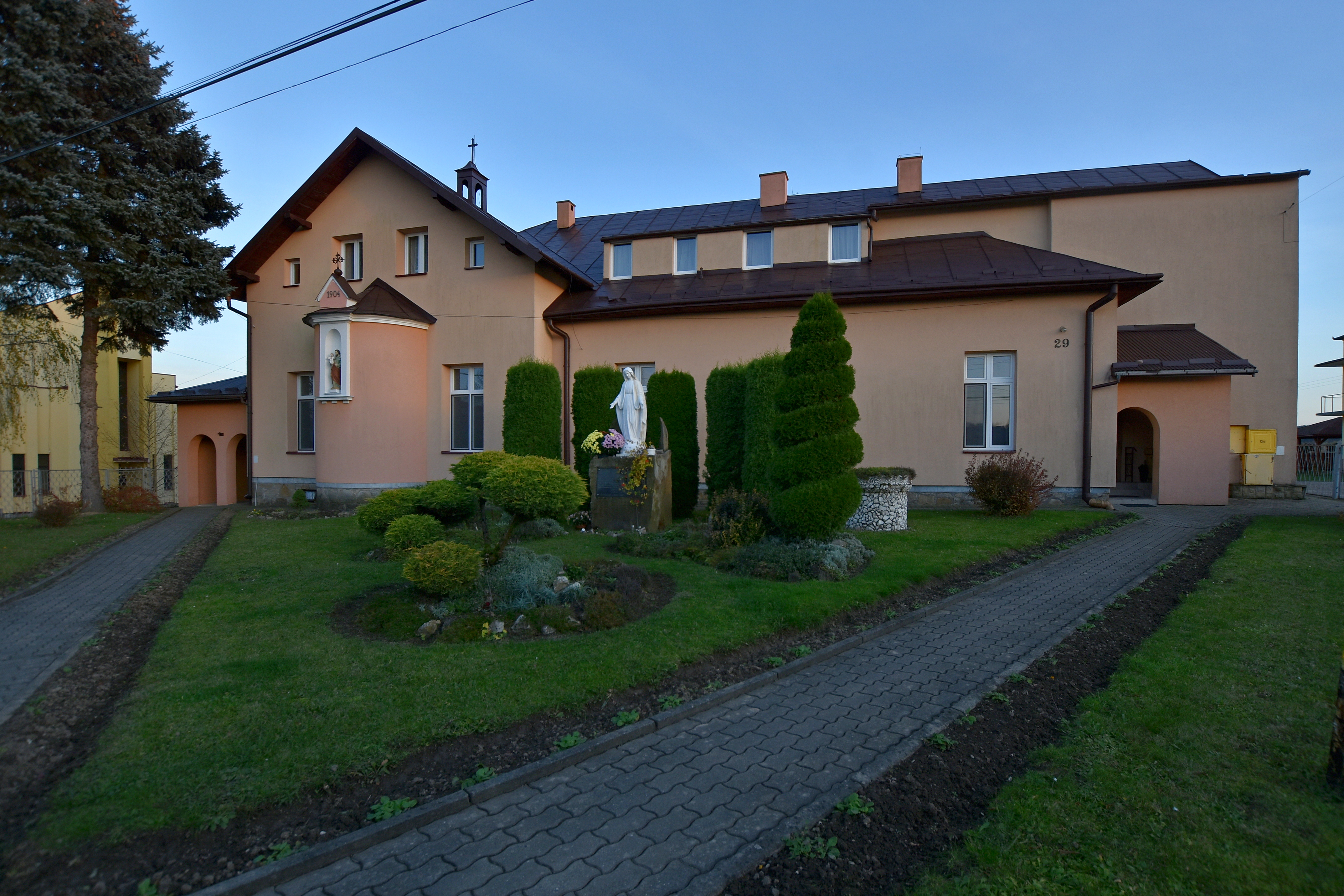
Dom Sióstr Służebniczek
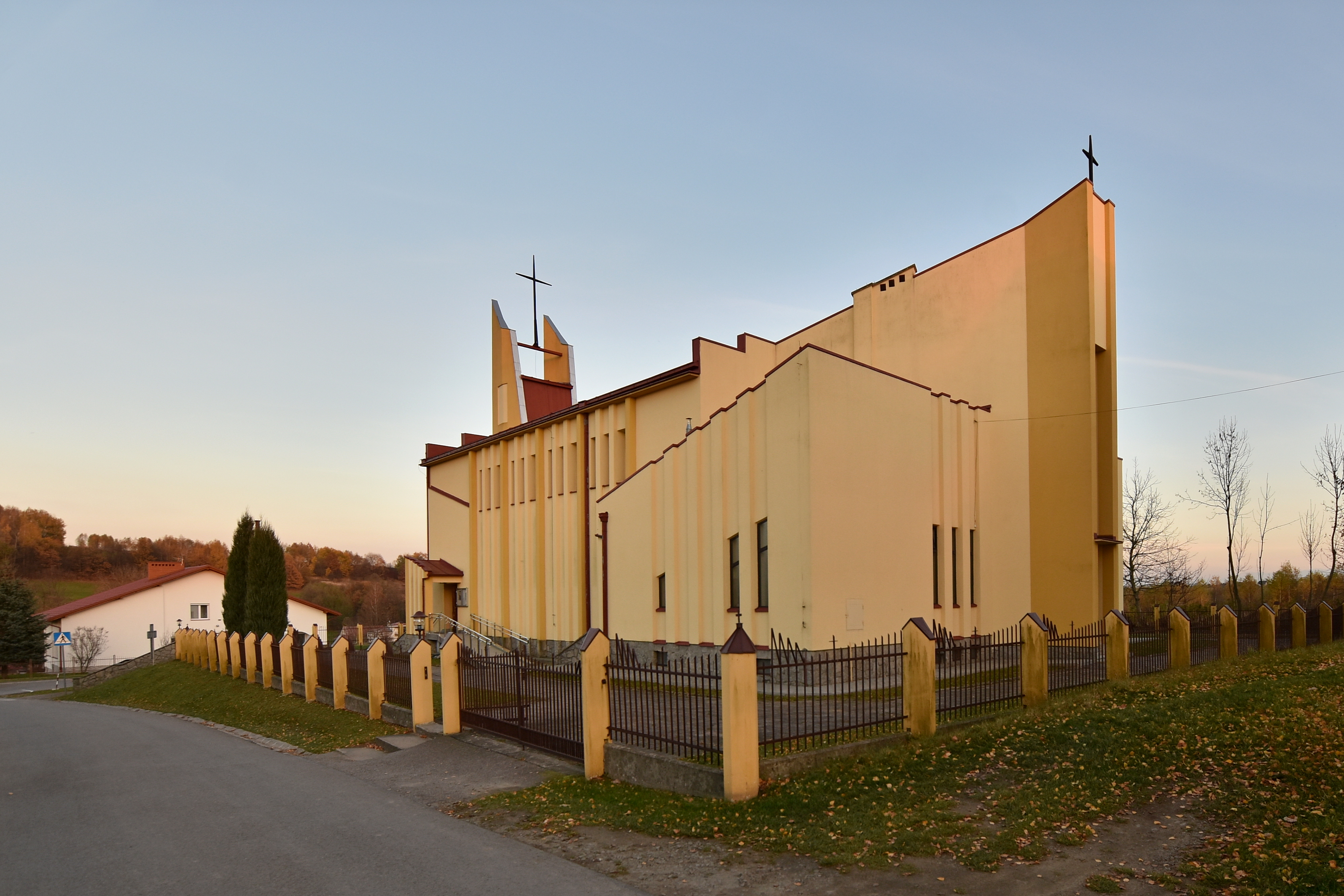
Kościół parafialny